# Hertog van Feria

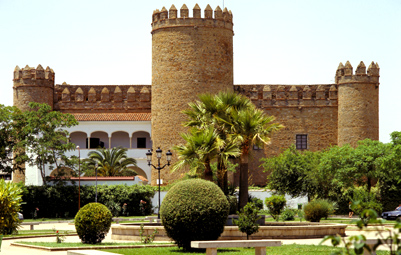
Hertogelijk paleis van Feria in Zafra

De hertog van Feria is een Spaanse adellijke titel met de waardigheid van Grande van Spanje.
Deze titel werd door koning Felipe II in 1567 verleend aan Gómez III Suárez de Figueroa y Córdoba, de eerste hertog. De huidige en twintigste hertog is sinds 2002 Rafael de Medina.

## Hertogen van Feria
|       | Periode     | Hertog                                       |
| ----- | ----------- | -------------------------------------------- |
| Ie    | 1567 - 1571 | Gómez III Suárez de Figueroa y Córdoba       |
| IIe   | 1571 - 1607 | Lorenzo IV Suárez de Figueroa y Córdoba      |
| IIIe  | 1607 - 1634 | Gómez Suárez de Figueroa y Córdoba           |
| IVe   | 1634        | Lorenzo Gaspar Suárez de Figueroa y Córdoba  |
| Ve    | 1637 - 1645 | Alonso Fernández de Córdoba y Figueroa       |
| VIe   | 1645 - 1665 | Luis Ignacio Fernández de Córdoba y Figueroa |
|       |             |                                              |
| XIXe  | 1969 - 2001 | Rafael de Medina y Fernández de Córdoba      |
| XXste | 2002 -      | Rafael III de Medina                         |

## Familieleden
- Gómez Suárez de Figueroa